# Automeris crudelis
Automeris crudelis är en fjärilsart som beskrevs av J. Peter Maassen och Gustav Weymer 1886. Automeris crudelis ingår i släktet Automeris och familjen påfågelsspinnare. Inga underarter finns listade i Catalogue of Life.